# کادونا
کادونا (به لاتین: Kaduna) شهری بزرگ در نیجریه است که در ایالت کادونا واقع شده‌است.

## خصوصیات
کادونا ۳٬۰۸۰ کیلومترمربع مساحت و ۷۶۰٬۰۸۴ نفر جمعیت دارد.